# La stanza delle serpi
La stanza delle serpi (The Reptile Room) è il secondo libro di Una serie di sfortunati eventi, scritta da Lemony Snicket.

## La trama
Nel secondo capitolo delle avventure di Violet, Klaus e Sunny Baudelaire i tre orfani si ritroveranno a vivere con lo zio Montgomery Montgomery, un grande esperto di serpenti. Tutto sembra mettersi per il meglio: i Baudelaire andranno a vivere con il simpatico zio in Perù, dove si occuperanno dello studio dei serpenti. La settimana prima della partenza arriva però il conte Olaf travestito da Stephano, un falso erpetologo che si offre di sostituire l'assistente dello zio Monty nel viaggio in Perù.
Ovviamente i Baudelaire non cadono nell'inganno del conte Olaf ma il povero zio Monty, non riconoscendo Olaf travestito e pensando che sia semplicemente una spia mandata dai suoi colleghi, viene ingannato dal perfido conte. Gli orfani non riescono ad avvertire lo zio Monty in tempo e durante la notte Stephano-Olaf uccide l'erpetologo e, il mattino dopo, rapisce i Baudelaire e li fa salire sulla jeep dello zio. Mentre è intento a portarli in Perù accade un incidente stradale con il signor Poe. A quel punto Olaf finge che stava andando a chiamare un dottore per il povero zio Monty e il signor Poe, come al solito, gli crede. Così tornano nella villa e Stephano-Olaf chiama la dottoressa Lucanfont, che spiega che lo zio è stato ucciso dal mamba du mal, un serpente letale. Klaus legge su un libro che il Mamba de Mal uccide le prede non prima di averle riempite di lividi, ma lo zio Monty non ne possedeva nemmeno uno. Allora Sunny spaventa il signor Poe fingendo che la Vipera Incredibilmente Letale la stesse mordendo e Klaus fa finta di essere preoccupato. Nel frattempo Violet crea un grimaldello e con esso apre la valigia di Olaf, contenente molte prove che spiegano la sua vera identità. Così Violet spiega tutto al signor Poe e lui, come prova finale, sfrega il suo fazzoletto sulla caviglia del conte Olaf e verrà scoperto il suo tatuaggio a forma di occhio. Sunny morde la mano della dottoressa Lucanfont, e si scoprirà che era finta e il dottore non era che il signore con gli uncini che scapperà via insieme a Olaf. Gli orfani vedono che tutti i rettili dello zio vengono portati via dalla società di erpetologia e sconsolati sanno che le loro sciagure non sono finite.

### Zombie nella neve
Zombie nella neve è un film immaginario, nato dalla fantasia di Lemony Snicket, e citato nel libro quando una sera lo zio Monty e Stephano portano i fratelli Baudelaire ad assistere alla proiezione di questo film.
I ragazzi, angosciati per la presenza di Olaf, non porgono molta attenzione al film che racconta la storia di un gruppo di zombie che si risvegliano vicino a un piccolo paesino di montagna. La storia continua con una bambina del luogo che riesce a convincere gli zombie a smetterla di mangiare gli abitanti del villaggio e si chiude con i mostri e i paesani che festeggiano insieme il Primo maggio.
Si parla di questa pellicola anche in Lemony Snicket: The Unauthorized Autobiography, non ancora pubblicata in Italia, in cui si scopre che il film è in realtà un messaggio segreto dei V.F. diretto al professor Montgomery Montgomery.

## Edizioni
- Lemony Snicket, La stanza delle serpi, traduzione di Valentina Daniele, salani, 2000,  p. 168, ISBN 88-7782-952-4.